# Carbonylierung
Als Carbonylierung bezeichnet man in der Chemie eine Reaktion zur Einführung einer Carbonylgruppe in organisch-chemische Verbindungen. Die umgekehrte Reaktion ist die Decarbonylierung.
Dazu zählen unter anderem:
- Formylierung
- Hydrocarboxylierung

Bei der Carbonylierung von Ethin wird dieses mit Kohlenmonoxid in Gegenwart von Verbindungen mit reaktionsfähigem Wasserstoff  – z. B. in Wasser – und eines Katalysators zu Acrylsäure umgesetzt:
Setzt man statt Wasser Alkohole oder sekundäre Amine ein, so erhält man analog Acrylsäureester bzw. Acrylsäureamide.
- Koch-Reaktion: Alkene reagieren mit Kohlenmonoxid und Wasser unter Nickeltetracarbonyl-Katalyse bei etwa 250 °C und 20 MPa zu gesättigten Monocarbonsäuren[4]
- Die Carbonylierung von Arenen – im einfachsten Fall Benzol – erfolgt unter den Bedingungen der Friedel-Crafts-Acylierung. Aus den Arenen und Phosgen entstehen so Carbonsäurechloride, die bei der Hydrolyse zu Carbonsäuren führen.[5]